# Munromyia nudiseta
Munromyia nudiseta är en tvåvingeart som beskrevs av Mario Bezzi 1922. Munromyia nudiseta ingår i släktet Munromyia och familjen borrflugor. Inga underarter finns listade i Catalogue of Life.